# Golden Globe 1963
La 20ª edizione della cerimonia di premiazione di Golden Globe si è tenuta il 5 marzo 1963 al Cocoanut Grove dell'"Ambassador Hotel" di Los Angeles, California.
Donna Douglas è stata la Miss Golden Globe dell'edizione.

## Premi per il cinema
Vengono di seguito indicati in grassetto i vincitori. Ove ricorrente e disponibile, viene indicato il titolo in lingua italiana e quello in lingua originale tra parentesi.

### Miglior film drammatico
- Lawrence d'Arabia (Lawrence of Arabia), regia di David Lean
- Gli ammutinati del Bounty (Mutiny on the Bounty), regia di Lewis Milestone
- Anna dei miracoli (The Miracle Worker), regia di Arthur Penn
- Le avventure di un giovane (Hemingway's Adventures of a Young Man), regia di Martin Ritt
- Il buio oltre la siepe (To Kill a Mockingbird), regia di Robert Mulligan
- Freud - Passioni segrete (Freud), regia di John Huston
- I giorni del vino e delle rose (Days of Wine and Roses), regia di Blake Edwards
- Il giorno più lungo (The Longest Day), regia di Ken Annakin, Andrew Marton e Bernhard Wicki
- L'ispettore (The Inpector), regia di Philip Dunne
- Sessualità (The Chapman Report), regia di George Cukor

### Miglior film commedia
- Il visone sulla pelle (That Touch of Mink), regia di Delbert Mann
- I due nemici (The Best of Enemies), regia di Guy Hamilton
- Rodaggio matrimoniale (Period of Adjustment), regia di George Roy Hill
- Una sposa per due (If a Man Answers), regia di Henry Levin
- Venere in pigiama (Boys' Night Out), regia di Michael Gordon

### Miglior film musicale
- Capobanda (The Music Man), regia di Morton DaCosta
- Avventura nella fantasia (The Wonderful World of the Brothers Grimm), regia di Henry Levin e George Pal
- Cento ragazze e un marinaio (Girls! Girls! Girls!), regia di Norman Taurog
- La donna che inventò lo strip-tease (Gypsy), regia di Mervyn LeRoy
- La ragazza più bella del mondo (Billy Rose's Jumbo), regia di Charles Walters

### Miglior film promotore di Amicizia Internazionale
- Il buio oltre la siepe (To Kill a Mockingbird), regia di Robert Mulligan
- I due nemici (The Best of Enemies), regia di Guy Hamilton
- La pelle che scotta (The Interns), regia di David Swift

### Miglior regista
- David Lean - Lawrence d'Arabia (Lawrence of Arabia)
- George Cukor - Sessualità (The Chapman Report)
- Morton DaCosta - Capobanda (The Music Man)
- Blake Edwards - I giorni del vino e delle rose (Days of Wine and Roses)
- John Frankenheimer - Va' e uccidi (The Manchurian Candidate)
- John Huston - Freud - Passioni segrete (Freud)
- Stanley Kubrick - Lolita
- Mervyn LeRoy - La donna che inventò lo strip-tease (Gypsy)
- Robert Mulligan - Il buio oltre la siepe (To Kill a Mockingbird)
- Martin Ritt - Le avventure di un giovane (Hemingway's Adventures of a Young Man)
- Ismael Rodríguez - I fratelli di ferro (Los hermanos del hierro)

### Miglior attore in un film drammatico
- Gregory Peck - Il buio oltre la siepe (To Kill a Mockingbird)
- Bobby Darin - La scuola dell'odio (Pressure Point)
- Jackie Gleason - Gigò (Gigot )
- Laurence Harvey - Avventura nella fantasia (The Wonderful World of the Brothers Grimm)
- Burt Lancaster - L'uomo di Alcatraz (Birdman of Alcatraz)
- Jack Lemmon - I giorni del vino e delle rose (Days of Wine and Roses)
- James Mason - Lolita
- Paul Newman - La dolce ala della giovinezza (Sweet Bird of Youth)
- Peter O'Toole - Lawrence d'Arabia (Lawrence of Arabia)
- Anthony Quinn - Lawrence d'Arabia (Lawrence of Arabia)

### Migliore attrice in un film drammatico
- Geraldine Page - La dolce ala della giovinezza (Sweet Bird of Youth)
- Anne Bancroft - Anna dei miracoli (The Miracle Worker)
- Bette Davis - Che fine ha fatto Baby Jane? (What Ever Happened to Baby Jane?)
- Katharine Hepburn - Il lungo viaggio verso la notte (Long Day's Journey into Night)
- Glynis Johns - Sessualità (The Chapman Report)
- Melina Merkouri - Fedra (Phaedra)
- Lee Remick - I giorni del vino e delle rose (Days of Wine and Roses)
- Susan Strasberg - Le avventure di un giovane (Hemingway's Adventures of a Young Man)
- Susannah York - Freud - Passioni segrete (Freud)
- Shelley Winters - Lolita

### Miglior attore in un film commedia o musicale
- Marcello Mastroianni - Divorzio all'italiana
- Stephen Boyd - La ragazza più bella del mondo (Billy Rose's Jumbo)
- Jimmy Durante - La ragazza più bella del mondo (Billy Rose's Jumbo)
- Cary Grant - Il visone sulla pelle (That Touch of Mink)
- Charlton Heston - Pranzo di Pasqua (The Pigeon That Took Rome)
- Karl Malden - La donna che inventò lo strip-tease (Gypsy)
- Robert Preston - Capobanda (The Music Man)
- Alberto Sordi - I due nemici (The Best of Enemies)
- James Stewart - Mister Hobbs va in vacanza (Mr. Hobbs Takes a Vacation)

### Migliore attrice in un film commedia o musicale
- Rosalind Russell - La donna che inventò lo strip-tease (Gypsy)
- Doris Day - La ragazza più bella del mondo (Billy Rose's Jumbo)
- Jane Fonda - Rodaggio matrimoniale (Period of Adjustment)
- Shirley Jones - Capobanda (The Music Man)
- Natalie Wood - La donna che inventò lo strip-tease (Gypsy)

### Miglior attore non protagonista
- Omar Sharif - Lawrence d'Arabia (Lawrence of Arabia)
- Ed Begley - La dolce ala della giovinezza (Sweet Bird of Youth)
- Victor Buono - Che fine ha fatto Baby Jane? (What Ever Happened to Baby Jane?
- Harry Guardino - Pranzo di Pasqua (The Pigeon That Took Rome)
- Ross Martin - Operazione terrore (The Experiment in Terror)
- Paul Newman - Le avventure di un giovane (Hemingway's Adventures of a Young Man)
- Cesar Romero - Una sposa per due (If a Man Answers)
- Telly Savalas - L'uomo di Alcatraz (Birdman of Alcatraz)
- Peter Sellers - Lolita (Lolita)
- Harold J. Stone - Sessualità (The Chapman Report)

### Migliore attrice non protagonista
- Angela Lansbury - Va' e uccidi (The Manchurian Candidate)
- Patty Duke - Anna dei miracoli (The Miracle Worker)
- Hermione Gingold - Capobanda (The Music Man)
- Shirley Knight - La dolce ala della giovinezza (Sweet Bird of Youth)
- Susan Kohner - Freud - Passioni segrete (Freud)
- Gabriella Pallotta - Pranzo di Pasqua (The Pigeon That Took Rome)
- Martha Raye - La ragazza più bella del mondo (Billy Rose's Jumbo)
- Kay Stevens - La pelle che scotta (The Interns)
- Jessica Tandy - Le avventure di un giovane (Hemingway's Adventures of a Young Man)
- Tarita Teriipia - Gli ammutinati del Bounty (Mutiny on the Bounty)

### Migliore attore debuttante
- Keir Dullea
- Peter O'Toole
- Omar Sharif
- Terence Stamp
- Paul Wallace

### Migliore attrice debuttante
- Patty Duke
- Sue Lyon
- Rita Tushingham
- Daliah Lavi
- Janet Margolin
- Suzanne Pleshette

### Migliore fotografia

#### Bianco e nero
- Henri Persin, Walter Wottitz e Jean Bourgoin - Il giorno più lungo (The Longest Day)

#### Colore
- Freddie Young - Lawrence d'Arabia (Lawrence of Arabia)

### Migliore colonna sonora originale
- Elmer Bernstein - Il buio oltre la siepe (To Kill a Mockingbird)
- Maurice Jarre - Lawrence d'Arabia (Lawrence of Arabia)
- Bronislau Kaper - Gli ammutinati del Bounty (Mutiny on the Bounty)
- Franz Waxman - Taras il magnifico (Taras Bulba)
- Meredith Willson - Capobanda (The Music Man)

### Samuel Goldwyn International Award
- Divorzio all'italiana, regia di Pietro Germi (Italia)
- I due nemici, regia di Guy Hamilton (Italia)
- L'uomo senza passato (Les dimanches de Ville d'Avray), regia di Serge Bourguignon (Francia)

## Premi per la televisione
Vengono di seguito indicati in grassetto i vincitori. Ove ricorrente e disponibile, viene indicato il titolo in lingua italiana e quello in lingua originale tra parentesi.

### Miglior trasmissione televisiva
- The Dick Powell Show

### Miglior serie drammatica
- La parola alla difesa (The Defenders)

### Miglior serie commedia
- Mister Ed, il mulo parlante (Mr. Ed)

### Miglior copertura internazionale d'informazione
- Telstar

### Miglior attore in una serie
- Richard Chamberlain - Dottor Kildare (Dr. Kildare)

### Miglior attrice in una serie
- Donna Reed - The Donna Reed Show

### Miglior regista o produttore televisivo
- Rod Serling - Ai confini della realtà (The Twilight Zone)

## Premi onorari
- Golden Globe alla carriera: Bob Hope
- Golden Globe Speciale: Nat King Cole per il suo contributo internazionale nel mondo discografico
- Henrietta Award
  - Il migliore attore del mondo: Rock Hudson
  - La miglior attrice del mondo: Doris Day